# Патреш
Патреш (болг. Патреш) — село в Болгарии. Находится в Великотырновской области, входит в общину Павликени. Население составляет 519 человек.

## Политическая ситуация
В местном кметстве Патреш, в состав которого входит Патреш, должность кмета (старосты) исполняет Валентин Пенчев Вълев (Болгарская социалистическая партия (БСП)) по результатам выборов правления кметства. За справка www.patresh.com
Кмет (мэр) общины Павликени — Емануил Манолов(БСП) по результатам выборов в правление общины.